# Per-Ove Trollsås
Per-Ove Trollsås (Suecia, 18 de enero de 1933-5 de noviembre de 2000) fue un atleta sueco especializado en la prueba de 400 m vallas, en la que consiguió ser subcampeón europeo en 1958.

## Carrera deportiva
En el Campeonato Europeo de Atletismo de 1958 ganó la medalla de plata en los 400 m vallas, llegando a meta en un tiempo de 51.6 segundos, tras el soviético Yuriy Lituyev (oro con 51.1 segundos) y por delante del suizo Bruno Galliker (bronce con 51.8 segundos).